# قارداش
قارداش (به لاتین: Kardash) یک منطقه مسکونی در جمهوری آذربایجان است که در شهرستان قوبا واقع شده‌است.